# Megszemélyesítő szinesztézia
A megszemélyesítő szinesztézia a szinesztézia olyan formája, amelyben nyelvi sorrendi egységek (Simner és Hubbard, 2006; Simner és Holenstein, 2007) vagy tárgyak (Smilek, Malcolmson, Carriere, Eller, Kwan és Reynolds, 2007) automatikusan és akaratlanul személyiséggel vagy nemi jelleggel társulnak. A jelenség tanulmányozása több, mint száz évvel ezelőttre visszanyúlik (Calkins, 1893; Flournoy, 1893), mégis csak az utóbbi években szenteltek neki nagyobb figyelmet.

## Történelem

Tetraktüsz.

A megszemélyesítő szinesztézia jelensége már évszázadok óta létezik, nemrég derült ki, hogy a híres matematikus és filozófus Püthagorasznak is ilyen típusú szinesztéziája volt.  Püthagorasz számára minden szám saját személyiséggel rendelkezett, lehettek férfiak vagy nők, szépek és csúnyák (Cytowic és Eagleman, 2009). Püthagorasz számokhoz fűződő viszonya tovább élt követői nézeteiben:
„Az egy nem igazi szám, hanem az egység, amelyből a többi szám származik Az egy a lényeg száma, és férfi szám. A négy az igazság száma, mert a különbözőség önmagával való szorzata. Az öt a házasság jelképe, mert az első női és férfi szám összege. A hat a teremtés száma, mert Isten ennyi nap alatt teremtette meg a világot. Mint látjuk a páratlan számok náluk is férfi, a páros számok pedig női számok.
A legszentebb, a legtöbb jelentést hordozó szám a pitagoreusok számára a tíz volt. Összege volt a világ gyökereinek tekintett 1, 2, 3, 4 számoknak, így a világ teljességét jelképezte. Háromszögalakban való felírása egyik titkos jelképük volt: a szent tetraktüsz.”  (Filep, 1997, 65. o.)
Annak ellenére, hogy a jelenség régóta ismert, kutatni csak az 1800-as évek végén kezdték, angol nyelvterületen az ifjú Mary Whiton Calkins munkája jelent meg elsőként e témában 1895-ben. Tanulmányában grafémák (számok, betűk) illetve zenei hangjegyek megszemélyesítéséről számolt be, a jelenséget pedig dramatizálásnak (dramatization) nevezte el. Kutatásában 145 szinesztéziás személyt vizsgált, és azt találta, hogy közel egyharmaduk társít személyiséget illetve érzelmeket (szeret, nem szeret) a grafémákhoz (Cytowic és Eagleman, 2009). Ugyanerre az időszakra tehetők francia területen az első szinesztézia kutatások, 1893-ban jelent meg Théodore Fluornoy műve a „Des phénomènes de synopsie”.

## Kutatások és eredmények
A megszemélyesítő szinesztézia kutatása ennek ellenére több, mint száz évig háttérbe szorult, napjainkban kezdett megnövekedni a kutatások száma ezen a területen. 2005-ben Noam Sagiv és munkatársai tanulmányában egy szinesztéziás alany a következőképp ír le néhány számot:
„2: Buta, mint a kő, és körülbelül ennyire is érdekes. Nem annyira rossz, mint 6, csak egy kövér, csúnya személy. A tanárok kis kedvence szeretne lenni.
3: Atlétikus, sportos típus, nem egy lángész, de… egyszerűen csak nem az intellektusa a lényeg.
6: Nagydarab, erőszakos típus, az osztályterem végében ül. Ellenszenves, arrogáns és buta. Nagyon politikus-szerű és felületes.
7: Csípős nyelvű, okos és igazán vicces – hóbortos és kreatív, de nem idegesítő módon. Különleges, dinamikus, akár egy ragyogó, izgalmas személy.”
„2: He is dull as a rock and about as interesting. Not actively bad the way 6 is, just a fat ugly blah person. Tries to be teacher’s pet also.
3: Kind of athletic and sporty, not super bright, but… just not defined by intellect.
6: Big bullying type that sits in the back of class. Obnoxious, arrogant, and kind of stupid. Very politician-like and superficial.
7: Quirkily intelligent and really fun – wacky and creative but not annoying. Special dynamic, like a glittering exciting person to know.” (Cytowic és Eagleman, 2009, 82. o.)
Simner és Holenstein tanulmányukban szintén a szinesztézia egy olyan típusáról írnak, ahol a vizsgált személyek bizonyos egymás utáni nyelvi egységeket (betűk, számok, napok, hónapok) élő tulajdonságokkal ruháznak fel (Simner és Holenstein, 2007). A jelenséget OLP-nek (ordinal linguistic personification – nyelvi sorrendi megszemélyesítés) nevezték el, és a szinesztézia egyik formájaként azonosították. Négy bizonyíték alapján arra jutottak, hogy az OLP ugyanolyan neurológiai fejlődési alappal rendelkezik, mint a szinesztézia más típusa:
a)	az OLP szignifikánsan együtt jár a szinesztézia más fajtáival
b)	az OLP társítások (hasonlóan a szinesztéziához) nagyon következetesek 
c)	az OLP társítások (hasonlóan a szinesztéziához) betű-szó átvitel tulajdonságaival bírnak (mint pl. kezdőbetűkből kiindulva az egész szóra átterjednek)
d)	és az OLP társítások (hasonlóan a szinesztéziához) automatikusan keletkeznek és közrehatnak Stroop típusú feladatokban.
Kutatásuk során az OLP jelenségét úgy írták le, melyben a kiváltó inger sorrendi nyelvi egység (számok, betűk, napok, hónapok). A kiváltott ingereket nyolc kategóriába sorolták: nem, személyiség, fizikai megjelenés, foglalkozás, kognitív tulajdonságok, családi állapot, nem családi kapcsolatok (szomszéd, barát), más egységekhez fűződő érzelmi viszony. Felfedezték, hogy kapcsolatok csak olyan egységek között állnak fenn, melyek hasonló típusúak, illetve sorrendben egymáshoz közel állnak. Valamint a személyiségek változnak az idővel, és a tapasztalatokkal, mivel a társítások mindig az aktuális időszaknak megfelelő társadalmi környezetre reflektálnak, például társított foglalkozások esetén házvezetőnők korábbi tanulmányokban inkább előfordultak, mint napjainkban (Simner és Holenstein, 2007).
Egy korábbi, E. M. Hubbarddal közösen írt tanulmányában Julia Simner szintén az OLP-t vizsgálta, összehasonlítva a graféma → szín szinesztéziával. Kutatásuk során azt vizsgálták, hogyan hat egymásra a szinesztézia e két típusa, egyes betűk nemi jellegének meghatározásakor a szín segít, vagy külön értelmezik a színt és a betűt. Végül azt találták, hogy egyes betűk nemi jellegének meghatározását az nem befolyásolta szignifikánsan, ha egy másik azonos nemű betű színében mutatták a vizsgált betűt (például az a betű neme nő, színe piros, a szürke szintén egy női betű színe, ha az a-t szürkére színezték, nem nőtt jelentősen a reakcióidő), míg ha ellentétes nemű betű színét adták neki, megnövekedett a reakcióidő (például zöld színű a-t mutattak). Ez azt jelenti, hogy más típusú szinesztéziák mindenképp befolyással vannak a megszemélyesítő szinesztéziára (Simner és Hubbard, 2006).
Daniel Smilek és munkatársai egy más típusú megszemélyesítő szinesztéziát kutattak. Az általuk vizsgált személy nemcsak a nyelvi sorrendi egységekhez, hanem tárgyakhoz is személyiséget kapcsolt. Vizsgálataik során kiderült, hogy nemcsak a régóta ismert tárgyak esetén lép fel ez a jelenség, hanem új tárgyak bemutatásakor is személyiséggel ruház rájuk a kísérleti személy. Smilek és munkatársai úgy vélték sok közös vonás fedezhető fel a Sminer és munkatársai által leírt OLP, illetve az általuk vizsgált tárgy-személyiség szinesztézia között. A társítások minden esetben automatikusak, az adott személy akaratától függetlenül jönnek létre, és időben konzisztensek. Természetesen különbségek is felfedezhetőek a két típus között, ezek közül legfontosabb, hogy a tárgy-személyiség szinesztézia nem csupán nyelvi sorrendi egységekre korlátozódik, hanem szinte bármilyen tárgyra, illetve a jelenség neurológiai háttere. Smilek és munkatársai úgy vélték, az OLP és a tárgy-személyiség szinesztézia egyaránt lehetnek ugyanazon jelenség eltérő változatai, vagy a szinesztézia olyan különböző típusai, melyek sok esetben korrelálnak (Smilek et al., 2007).

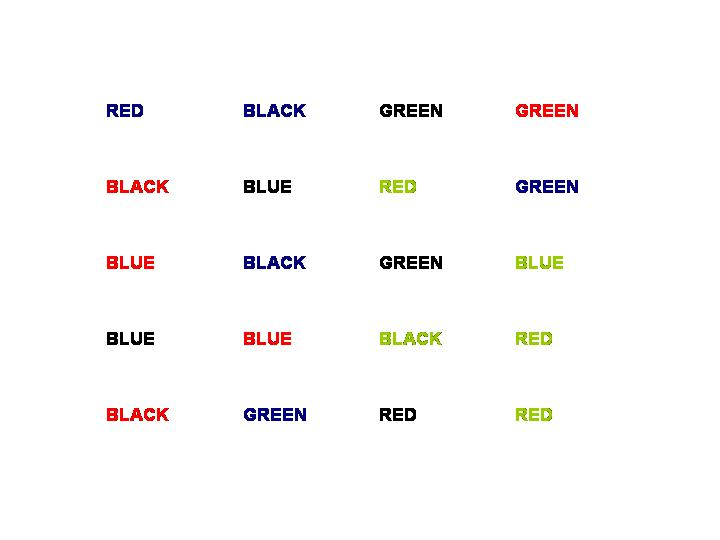
Stroop teszt

## Vizsgálati módszerek
A megszemélyesítő szinesztézia vizsgálatához használhatóak olyan tesztek módosított változatai, melyeket a szinesztézia más típusainál vesznek igénybe. Ilyenek például a Stroop teszt vagy a Navon figurák. Ezek a tesztek azonban csak akkor eredményesek megszemélyesítő társítások esetén, ha a szinesztézia nagyon erős, a legtöbb esetben semmilyen hatást nem mutatnak ki (Cytowic és Eagleman, 2009).
Sagiv és munkatársai néhány objektívebb módszert is javasoltak: a galvános bőrellenállás, melyet hazugságvizsgálatokhoz is használnak, megfelelő lehet nagyobb érzelmi élmények kimutatására, például a szeret – nem szeret feladatokhoz. Az agyi képalkotó eljárások segítségével, mint az fMRI, megtudhatjuk, hogy a személyiség társítások során az agy mely területén növekedett meg az aktivitás (Cytowic és Eagleman, 2009).

## Lokalizáció

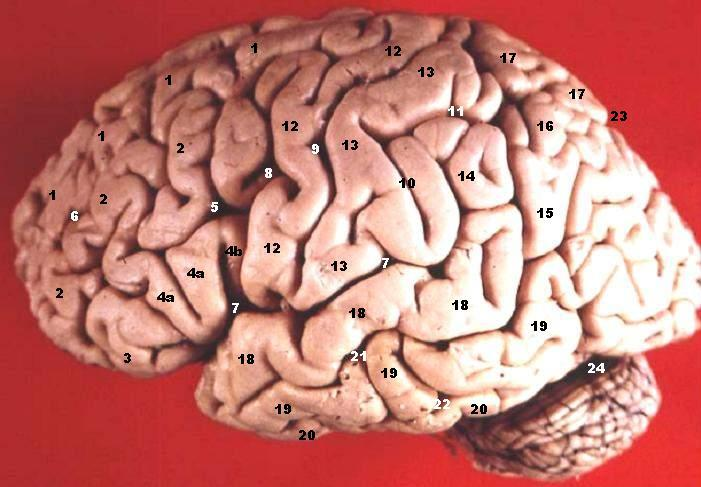
15 gyrus angularis

Simner és Holenstein, valamint Simner és Hubbard kutatásuk során a gyrus angularis megnövekedett aktivitását fedezték fel az OLP tesztelése közben (Simner és Hubbard, 2006; Simner és Holenstein, 2007). Smilek és munkatársai ezt annyiban egészítették ki, hogy bár a nyelvi egységek feldolgozása során valóban fontos szerepe van a gyrus angularisnak, azonban az általuk vizsgált megszemélyesítő szinesztéziában a társítások kiváltói nemcsak grafémák, hanem tárgyak is lehetnek, szerintük ez a terület csupán egy nagyobb megszemélyesítő hálózat része az agyban.

## Lásd még
- Szinesztézia